# Anomoia steyskali
Anomoia steyskali är en tvåvingeart som beskrevs av Hardy 1974. Anomoia steyskali ingår i släktet Anomoia och familjen borrflugor. Inga underarter finns listade i Catalogue of Life.